# Superbone
Een superbone is een hybride trombone. Het is een combinatie van de schuiftrombone en de ventieltrombone, het heeft zowel ventielen als een gelijktijdig bruikbare schuif.
Het instrument is ontwikkeld door Maynard Ferguson in de jaren 1970, hoewel soortgelijke instrumenten die een schuif met ventielen combineerden veelvuldig werden gemaakt aan het begin van de 20e eeuw. Wellicht de meest bekende producent was destijds C.G. Conn. Dergelijke instrumenten werden "Valide Trombone" genoemd (samentrekking van valve (ventiel) en slide (schuif)). Multi-instrumentalist Brad Gowans was gedurende de jaren 1920 tot 1940 een bekend speler van de valide trombone. In de jaren 1970 waren het Ferguson en Don Ellis die een door Holton gemaakte superbone (TR395) gebruikten.
In 1974 bracht Ferguson zijn album Chameleon uit met hierop het nummer "Superbone Meets the Bad Man" waarin hij de superbone bespeelt. Een duidelijker demonstratie van de mogelijkheden van de superbone is te vinden op het Secret Love-album van Ashley Alexander waarop het nummer "Spring Can Really Hang You Up the Most". In dit nummer toont Alexander de flexibiliteit die het instrument biedt; hij combineert het gebruik van de schuif en ventielen optimaal tijdens glissando's en de delen met snelle riffs.
Eén van de oudste opnames van een hybride schuif/ventieltrombone is te vinden op een opname van Duke Ellington waarop de van oorsprong Cubaanse trombonist Juan Tizol te horen is. Tizol kwam in 1928 bij het orkest van Ellington waarna hij het instrument is gaan gebruiken.

## Gebruik
Een superbone heeft een volledig bruikbare schuif gelijk aan die van een traditionele tenortrombone, met 7 schuifposities. Daarnaast heeft het ook 3 ventielen, juist achter het schuifdeel van de trombone, met dezelfde opzet als andere ventielinstrumenten van gelijke stemming. De speler heeft het ventieldeel in zijn linkerhand en draagt hiermee tevens het gewicht van het instrument. De rechterarm wordt gebruikt voor het houden en bewegen van de schuif.

## Superbone-techniek
De superbone biedt de speler het instrument te bespelen als schuiftrombone, als ventieltrombone of als een combinatie van beide. Bij gebruik in combinatie dient aangetekend te worden dat het gebruik van de ventielen niet, dan wel heel lastig, toegepast kan worden als manier voor transponeren. Dit is het gevolg van het wijzigen van de schuifposities bij indrukken van één of meer ventielen.
De combinatie van beide methoden voor transpositie is dan ook hoogst onpraktisch, tenzij er voldoende tijd (en schuifruimte) over is om iedere noot correct te kunnen afstemmen. Dit alles zorgt ervoor dat de superbone een instrument is dat, wil gebruikgemaakt kunnen worden van het volledige arsenaal aan mogelijkheden, enkel door een zeer geoefend speler gebruikt kan worden.